# Fémek
A fémek csoportjához tartozik a kémiai elemek nagyobbik része. (A transzurán elemekkel együtt 88.) A fémek a kémia tudományági értelmezése szerint a periódusos rendszerben a bór-asztácium vonaltól balra található elemek, kivéve a hidrogént.
Létezik azonban egy csillagászati értelmezése is a fémeknek: az asztrofizikában és bolygótudományokban minden hidrogénnél és héliumnál nehezebb elemet fémnek tekintenek.

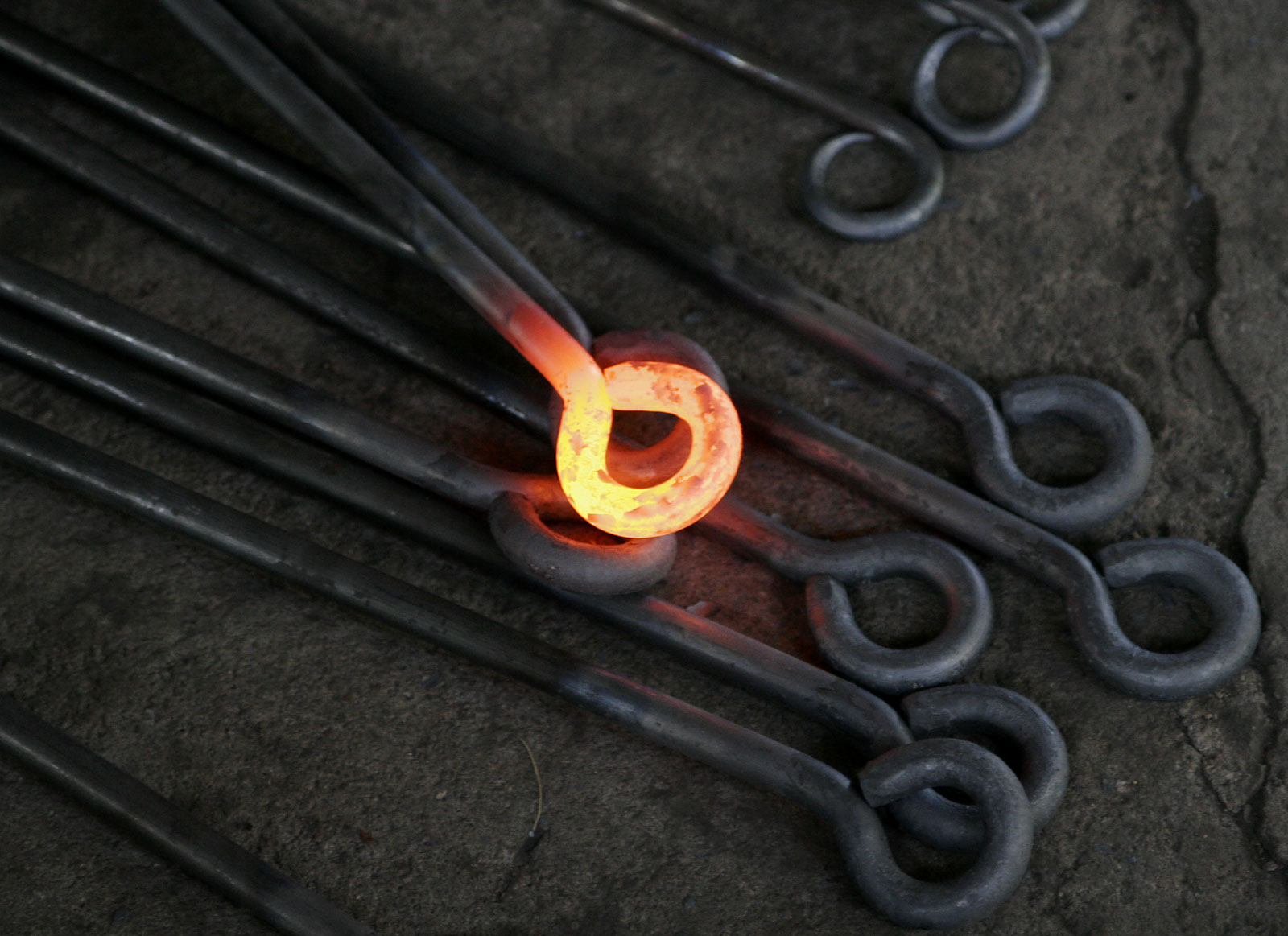
Vas; kovácsolás után

## Elhelyezkedésük a periódusos rendszerben

A periódusos rendszer, a fémek lilával és rózsaszínnel jelölve

A periódusos rendszerben a fémek bór–polónium vonaltól balra helyezkednek el. Egész pontosan az I. II. III. főcsoportban és a mellékcsoportokban találhatók. Például magnézium II. főcsoport, tehát fém, ellenben pl. szén IV. főcsoport, az már nemfém. Más példa: króm mellékcsoport (VI. B), azaz fém, ellenben foszfor V. főcsoport, ez nemfém.

## Általános tulajdonságaik
- jó hővezetők, jó elektromos vezetők (ennek oka a delokalizált elektronrendszer), valamint egyesek a hangot is jól vezetik;
- jól ötvözhetők, jól megmunkálhatók;
- oxidálódnak, oxidjaik (és hidroxidjaik) bázisok.
- nincs fizikai oldószerük, kémiailag többnyire savakban oldódnak;
- halmazaikra fémes kötés jellemző;
- atomjainak külső héján kevés (1, 2, 3, igen ritkán 4) elektron található.

A fémek számos hasonló tulajdonságának oka a hasonló atom-, kötés- és rácsszerkezet.

## Előfordulásuk
A fémek jelentős része a környezeti hatásokra válaszol, és hosszabb-rövidebb idő alatt valamilyen fémvegyületté alakul. Ennek következtében a fémek ritkán fordulnak elő elemi állapotukban a természetben, legtöbbjük valamilyen vegyületet képez. A kevés elemi állapotban előforduló fém: az ezüst, az arany, a réz és a higany. Nagy mennyiségű fémvegyületet tartalmaznak a kőzetek. Azokat a kőzeteket, ásványokat, amelyekből egy adott fém gazdaságosan kinyerhető, érceknek nevezzük. A fémércek a fémeket leggyakrabban oxidok, szulfidok, halogenidek és karbonátok formájában tartalmazzák. 

## Legrégebben használt fémek
Az emberiség által legkorábban felfedezett fémek:
- réz
- ón
  - bronz: réz és ón ötvözete
- ezüst
- arany
- vas
  - acél: vas és szén ötvözete
- higany
- ólom
- cink
- platina

## A fémek redukálósora
K, Ca, Na, Mg, Cr, Al, Zn, Fe, Co, Ni, Sn, Pb, (H2), Cu, Hg, Ag, Pt, Au
A fémek redukálóképessége a sorban balról jobbra csökken.
A fémek redukáló sorának a hidrogén is tagja, mivel belőle is képződhet kation. A redukálósorban a hidrogén előtt álló fémek híg savakban hidrogéngáz fejlődése közben oldódnak. A hidrogén után álló fémek még erős savakban sem oldódnak hidrogéngáz képződésével.
Ha a fémek reagálnak fémionokat tartalmazó oldattal, akkor a fémionok minden olyan fémmel leválaszthatók, amelyek a sorban őket megelőzik.

## Reakcióik nemfémes elemekkel
Mint ahogy azt mindnyájan megfigyelhetjük, a fémtárgyak egy része a levegőn előbb-utóbb tönkre megy, mások évszázadokon, évezredeken át változatlanok maradnak. A vasat lassan „megeszi a rozsda”, a réztárgyaknak már csak a felülete válik patinássá, az arany ékszerek azonban évezredeken keresztül megőrzik a ragyogásukat. De vajon mi ennek az oka?
A nemfémek atomjaihoz képest a fémek atomjai nagyméretűek, vegyértékelektronjaik lazán kötöttek. Kis elektronvonzó képességük miatt a legtöbbjük jó redukálószer: elektronleadásra (oxidációra) hajlamosak. Az oxidáció csak akkor mehet végbe, ha a fématom által leadott elektronokat valamilyen atom felveszi. Egyes nemfémes elemek atomjai ezt szívesen meg is teszik, mert ezáltal elérhetik a nemesgáz-elektronszerkezetet. Környezetünkben a leghozzáférhetőbb ilyen anyag a levegő oxigénje. A káliumot már tárolása során is szigorúan el kell zárni az oxigéntől, ezért petróleumban tartjuk. A petróleumból kivett kálium a levegőn rögtön oxidálódik, friss vágási felületén szemmel megfigyelhető gyorsasággal alakul ki az oxidréteg. Az alkáliföldfémek is könnyen, a káliumnál azonban nehezebben oxidálódnak. Hogy megvédjük az oxigéntől, jól elzárt üvegben tartjuk. Ennek ellenére az üvegbe jutó oxigén idővel kalcium-oxiddá alakítja a fém egy részét. A káliummal és a kalciummal szemben a vas a szabad levegőn is eltartható, és csak hosszú évek alatt rozsdásodik meg. Ha azonban magasabb hőmérsékletre hevítjük, vas(III)-oxiddá ég el. A réz szobahőmérsékleten nem lép reakcióba az oxigénnel, és csak több száz fokon alakul oxiddá. Az ezüstöt még hevítés hatására sem lehet oxidálni. Azokat a fémeket, amelyek a levegő oxigénjével még magasabb hőmérsékleten sem lépnek reakcióba, nemesfémeknek nevezzük. Az ilyen reakciókban fém-oxidok keletkeznek. Mivel az oxidációs folyamatokban a kiindulási anyagok stabilisabb állapotba kerülnek, ezek a folyamatok mind exotermek. Az említett fémek az ezüst kivételével oxidálódnak, azaz elektront adnak le. Az elektront az oxigén részecskéi veszik fel, azaz redukálódnak. Elektron felvételre az oxigén mellett a kén és a halogénelemek is hajlamosak, így ezek is oxidálószerek. A fémek kénnel szulfidokat, a halogénelemekkel halogenideket képeznek. A fémek többsége könnyen oxidálódik, ezért a természetben elemi állapotban csak ritkán fordulnak elő. Az aranyat, az ezüstöt elemi állapotban is megtalálhatjuk, a fémek túlnyomó része azonban oxidokkal, szulfidokkal, halogenidekkel, illetve karbonátokkal vegyület formájában található meg.

## Csoportosításuk
- Aszerint, hogy mivel ötvözzük őket, megkülönböztetünk színes-, nemes-, illetve feketefémeket. Színesfémek a réz és ötvöző anyagai (Ag, Zn, Pb, Cd, Be stb.). A feketefémek a vas és ötvözőanyagai (Mn, V, Co, Cr, Ni stb.). A fehérfémek az ólom és ötvözőanyagai (Sn, Sb, Bi). A nemesfémek egyik csoportjába az arany és az ezüst tartozik (az arany és az ezüst ötvözete az elektrum), a másikba pedig az ún. platinacsoport elemei (a Pt mellett az Os, Ir, Pd, Rh, Ru). A lantanoidák vagy más néven ritkaföldfémek a periódusos rendszer 57–70. rendszámú tagjai; geokémiailag hozzájuk számítják a rendszer 39. elemét, az ittriumot is.
- Gyakran beszélünk könnyű-, illetve nehézfémekről is; ezek meghatározása azonban nem egyértelmű: egyesek sűrűségük alapján különítik el őket, mások az alumíniumot és ötvözőfémeit (például Ti) tekintik könnyűfémeknek és a vasnál nagyobb rendszámú elemeket nehézfémeknek. (Sűrűségük szerinti megkülönböztetésnél általában az 5 g/cm³-nél kisebb sűrűségűek a könnyűfémek, az ennél nagyobb sűrűségűek a nehézfémek.) Leggyakoribb könnyűfém az alumínium.
- Megmunkálhatóságuk széles skálán változik: van késsel vágható, de van a gyémánthoz hasonló keménységű is. (Ezt részben a fémrács típusa befolyásolja: a d-mező fémeinél a le nem zárt alsóbb alhéjakon lévő elektronok erős kovalens jellegű kötéseket hozhatnak létre, ezért ezek a fémek többnyire kemények. Ezek a kötések az olvadáspontra és a sűrűségre is hatással vannak)
- Olvadáspontjuk alapján is megkülönböztethetjük őket, amely szintén igen nagy mértékben eltérhet, például a higany közönséges körülmények között cseppfolyós, a volfrám olvadáspontja viszont az atomrácsos anyagokéhoz hasonlóan magas.

## Színük
- Színük általában ezüstfehér vagy szürke, kivételt képez az arany és a réz, felületük csillogó. Ennek oka a delokalizált elektronrendszer, amely könnyen gerjeszthető, és erre a látható fény bármely hullámhosszú sugara képes, így a fémrács minden hullámhosszú fényt elnyel, ugyanakkor minden rávetődő fénysugár egy részét vissza is veri.

## Ötvözetek
Az ötvözet egy fémnek egy vagy több fémes vagy nemfémes elemmel alkotott, legalább látszatra homogén rendszere.

### Ötvözettípusok

#### Szilárd oldatok
Az oldás és az oldódás fizikai folyamat, az alkotók fizikai eljárással szétválaszthatók. A mindennapokban amikor oldásról beszélünk, általában egy folyadék old valamilyen szilárd anyagot. A szilárd oldat típusú ötvözetekben ez a folyamat szilárd állapotban megy végbe. A fém és az oldódó anyag atomjai közös kristályrácsba rendeződnek, az oldó anyag rácsszerkezetének megfelelően. Az oldódó anyag atomjai helyettesíthetik a rácsot alkotó fématomokat, vagy elfoglalhatják a rácsban az atomok közötti üres helyeket.
A helyettesítéses más néven szubsztitúciós szilárd oldatok kialakulásának feltételei:
- Az oldott anyag atomjai csak akkor helyettesíthetik a rácsban a fématomot, ha mérete csak kis mértékben (<15%) tér el a fématom átmérőjétől.
- Az oldó fémnek és az oldott anyagnak azonos vegyértékűnek kell lennie.
- Az oldó fém és az ötvözőelem atomszerkezetének hasonlónak kell lennie, vagyis a periódusos rendszerben közel kell lenniük egymáshoz.
- Az oldó fémnek és az oldott anyag rácsszerkezetének azonos típusúnak kell lennie.

Szubsztitúciós szilárd oldat csak az összes feltétel teljesülésével jön létre. Mivel a kristályrács bármely fématomját lehet helyettesíteni, ezért a szubsztitúciós szilárd oldatokra a korlátlan oldhatóság jellemző. A gyakorlatban használt fémek között ritka az ilyen oldás, de ilyen típusú ötvözet az arany és az ezüst, a réz és a nikkel, a vas és a nikkel ötvözete.
Ha az oldott anyag atomja elég kicsi ahhoz, hogy elfoglalja a kristályrácsban a fématomok között lévő helyeket, akkor beékelődéses, úgynevezett intersztíciós oldás jön létre. Ezen helyek száma és mérete meghatározott a rácsban , így az oldás mértéke is korlátozott. Az üres helyek mérete a hőmérséklet csökkenésével csökken, így az oldóképesség is csökken. Ilyen rácsközi ötvözet például a vasban a szén (acél), a platinában vagy a palládiumban oldott hidrogén.

#### Fémvegyületek
Vegyületnek nevezzük, ha két vagy több elem atomjai kémiai reakció során molekulákká egyesülnek, és egy új, az alkotóktól eltérő tulajdonságú anyagot hoznak létre. A fémvegyületek két- vagy többalkotós fázist alkotnak, melynek alkotó elemei közös kristályrácsba rendeződnek. Nem sztöchiometrikus, de jellemző, állandó anyagmennyiség-aránnyal leírható anyagok.
Ionvegyületet képezhetnek egymással a nemfémes, a metalloid és az átmeneti elemek az erősen fémes elemekkel. A kristályos fázisban kémiai vegyértéküknek megfelelő arányban egyesülnek. A kémiai vegyületekhez hasonlóan pozitív és negatív ionok alkotják a vegyület rácsát. A vegyületkristályok stabilak, nehezen olvadnak, nagyon kemények. Ilyen például a nyersvasban előforduló Fe3C képletű ötvözet, amely törékennyé, rideggé teszi a fémet.
Az elektronvegyületek összetételét a vegyület molekuláiban lévő szabad elektronoknak és az atomok számának hányadosa szabja meg. A rácsszerkezet-típusuk három csoportba sorolható: β- fázis, γ- fázis, ε- fázis. Elektronvegyületet a nehezen olvadó, egy vegyértékű fémek és az átmeneti elemek alkotnak a könnyen olvadó fémekkel. Az elektronvegyületek az ionvegyületeknél kevésbé stabilak, viszonylag könnyen oldódnak, keménységük is kisebb az ionvegyületekénél.
Intersztíciós vegyületeket a nagy atomsugarú fémek képeznek kis atomsugarú nemfémes vagy fémes elemekkel. A két alkotó atomjainak átmérő aránya befolyásolja a molekula képletének alakulását. Ha a fématom és ötvözőjének átmérőaránya nagyobb 1,7-nél, viszonylag egyszerű molekulák jönnek létre (TiN, Ti2C, MoC), ennél kisebb arány esetén bonyolultabb képletű intersztíciós vegyületek keletkeznek (Mn7C3,Cr23C6).

#### Eutektikum
Az eutektikumban két- vagy több kristályos fázis helyezkedik el egymás mellett. Ez a többfázisú szövetelem folyékony fázisból jön létre. A kristályos fázisok bármelyike képezhet bármelyik kristályos fázissal eutektikumot. Az eutektikum tehát az alkotóknak egymásra nézve telített folyékony oldatából keletkező két- vagy többfázisú ötvözete. Az eutektikum szó könnyen olvadót jelent, a szövetelem azért kapta ezt a nevet, mert olvadáspontja a legalacsonyabb olvadáspontú alkotóénál is alacsonyabb. Az eutektikumnak szerkezetét tekintve két típusa van. Az egyikben az alkotó fázisok krisztallitjai lemezek formájában felváltva követik egymást. Ez a lemezes eutektikum. A szemcsés eutektikumban az egyik fázis összefüggő anyagába a másik fázis gömbszerű szemcséi ágyazódnak be. Az eutektikum típusú ötvözetek jól önthetőek, és mivel hőfokon szilárdulnak nincs zsugorodásuk.

#### Eutektoid
Az eutektoid az eutektikumhoz hasonlóan összetett szövetelem. Attól azonban alapvetően eltér abban, hogy szilárd fázisból válik ki. Az eutektoid tehát az ötvözet alkotóinak egymásra nézve telített szilárd oldatából keletkező többfázisú ötvözet, melynek alkotó fázisai szintén bármely fázissal tetszőleges kombinációt hozhatnak létre. Szerkezetüket tekintve szintén lehetnek lemezesek, illetve szemcsések.

## Lásd még
- Fémüveg